# Dov'è (singolo)
Dov'è è un singolo del gruppo musicale italiano Le Vibrazioni, pubblicato il 5 febbraio 2020.

## Descrizione
Il brano, composto da Davide Simonetta, Roberto Casalino e Francesco Sarcina, è stato presentato in gara al 70º Festival di Sanremo, posizionandosi al 4º posto.

## Video musicale
Il videoclip è stato pubblicato il 5 febbraio 2020 sul canale Vevo-YouTube del gruppo. Dov'è parla della forza di rialzarsi e ripartire dopo una brutta caduta. La semplice domanda che ripete il titolo del brano durante il ritornello, è il continuo interrogarsi sull’importanza di dare forza ad ogni giorno della vita, anche dopo aver toccato il fondo più buio.

## Successo commerciale
In Italia il brano è stato l'86º più trasmesso dalle radio nel 2020.

## Classifiche
| Classifica (2020) | Posizione massima |
| ----------------- | ----------------- |
| Italia            | 9                 |